# 宏安集團

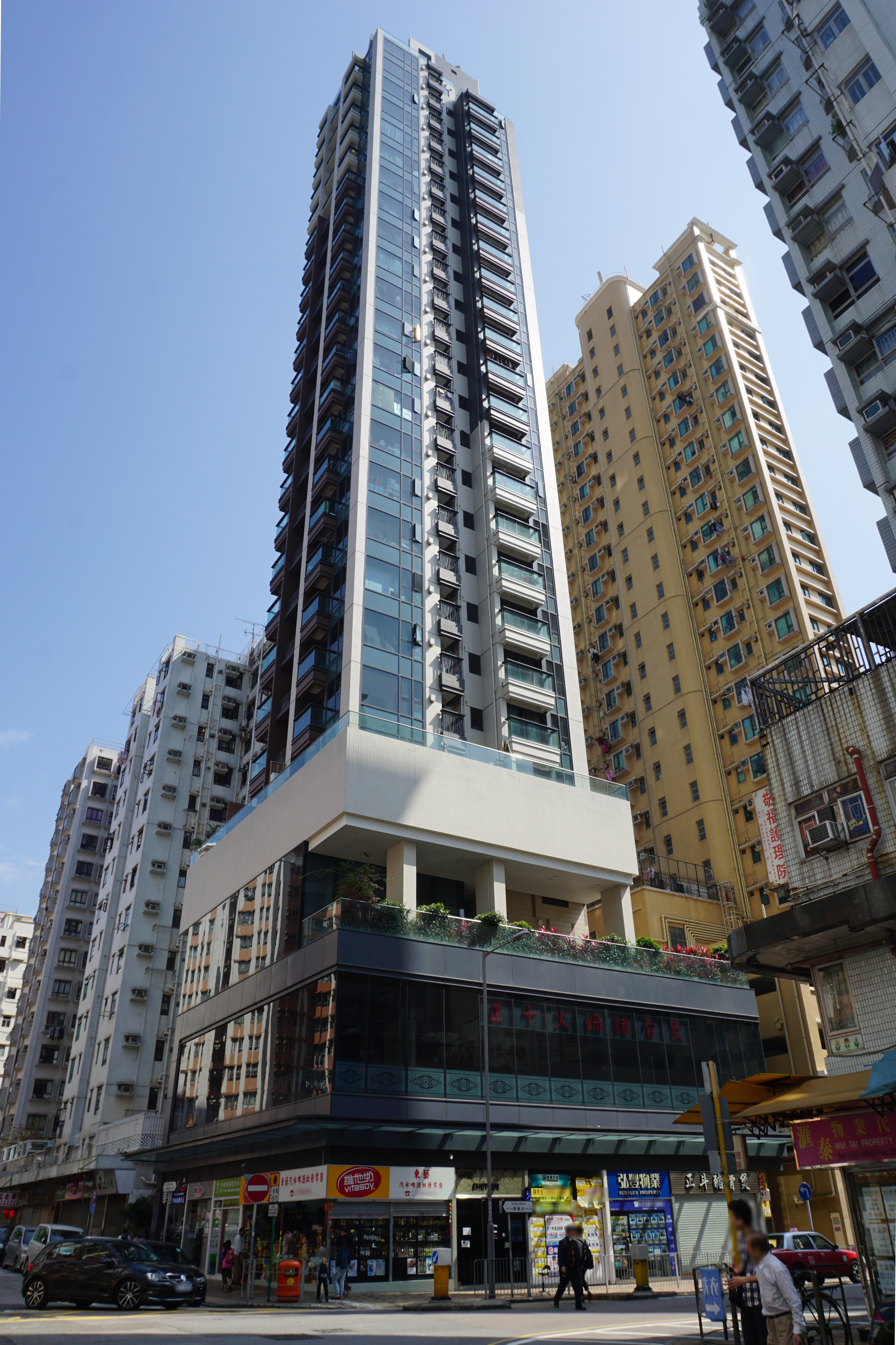
宏安集團位於深水埗的樓盤薈悅

宏安集團有限公司，（Wang On Group Limited，港交所：1222），簡稱宏安集團，創立於1987年 ，是香港上市公司位元堂的控股公司，持有位元堂28.2%股權，同时為中國農產品交易主要股東，亦為盧森堡大藥廠（即珮夫人咳藥水品牌的持有人）。另外宏安集團是萬有街市的經營者，其外判承包：荃灣麗城花園、馬鞍山頌安邨、東涌富東邨等多處街市經營權。宏安亦持有天水圍俊宏軒商場、西營盤薈溱及油塘四山街13及15號工業地皮等。
2012年5月31日宏安集團成功收購深水埗營盤街140-142號舊樓，地盤合共佔地約4624方呎，以地積比率九倍計，料重建樓面約41616方呎，預計將發展與旗下紅磡薈點相若類型的住宅。
2013年1月29日土地註冊處資料顯示，宏安（01222）旗下旺角彌敦道724至726號銀座式商廈8樓、11樓及12樓分別以6600萬、5610萬及5610萬元易手。
宏安於2010年以3.2億元向科達地產主席湯君明購入漢英大廈，然後改建為一幢25層高銀座式商廈，並拆售其中7至25樓，合共16層樓面，每層面積約2200方呎，預期以餐廳、零售等作主題，並於2014年落成。
2014年6月25日宏安集團夥拍錦華實業，成功投得沙田市地段第599號地皮（薈朗）。8月13日，雙方再次合作，成功投得沙田市地段第598號地皮（薈睛）。
2015年1月7日，宏安集團成功投得沙田市地段第587號地皮（薈蕎）。
2017年6月14日旭輝控股以約6.645億港元，向宏安地產收購油塘四山街13及15號50%權益，項目土地面積41,080平方呎，可建樓面面積約27.2萬平方呎。
2017年6月22日宏安地產以轉讓公司形式元向亞洲聯合基建控股90%和俊和發展集團10%購入馬鞍山白石耀沙路地皮，即沙田市地段第601號的所有股權，佔地面積252954平方呎，地積比率約1.53倍，預計總樓面面積可達約387,500平方呎，雙方都未有披露成交金額，市場估計應接近29億元，樓面地價約7,500元。
2017年9月12日宏安地產以24.4125億元向碧桂園旗下全資附屬公司恒宙國際出售馬鞍山白石耀沙路地皮，即沙田市地段第601號的60%股權，交易完成後，宏安地產將仍持有地皮40%權益。
2018年4月11日，宏安地產以8.673億元成功投得青衣寮肚路與亨美街交界（青衣市地段第192號）用地，地皮面積約為14376平方呎，以最高可建樓面102145方呎計算，每呎樓價地價為8492元，中標者須自費興建公共交通總站
2019年4月27日，宏安地產以3.068億元購入荃灣德士古道120至124號安泰國際中心，包括45個工作室及18個車位，整體樓面總面積約90729平方呎。
2019年4月30日，宏安地產以7.8億購入將軍澳The Parkside商場，該物業包括位於將軍澳唐俊街18號The Parkside兩層高商場，連同位於地庫樓層之49個停車位及5個摩托車停車位，可供出租總面積約為32564平方呎。其後將商舖一樓舖位收回，並改建為新型街市「日日食良」。

## 外部參考
- 宏安集團有限公司（页面存档备份，存于）
- 位元堂鄧梅芬從街市到商場 快周刊